# Ringsjön runt
Ringsjön runt är en årlig cykeltävling som går runt Ringsjön mitt i Skåne. Start och mål är i Höör.

## Historia
Tävlingen gick av stapeln första gången 1966.

## Distanser
Loppet är uppdelat i fyra olika distanser: 125 kilometer, 65 kilometer, 35 kilometer samt 35 kilometer cross country.

## Deltagare
2007 var nästan 5000 personer anmälda.